# جوناثان أميز
جوناثان أميز (بالإنجليزية: Jonathan Ames) (و. 1964  م) هو روائي، وكاتب مقالات، وكاتب، وكاتب سيناريو أمريكي، ولد في نيويورك.

## التعليم
تعلم في جامعة برنستون، وتعلم في جامعة كولومبيا، وتعلم في كلية الفنون في جامعة كولومبيا ‏
.

## جوائز
حصل على جوائز منها:

زمالة غوغنهايم

## وصلات خارجية
- جوناثان أميز على موقع IMDb (الإنجليزية)
- جوناثان أميز على موقع ألو سيني (الفرنسية)
- جوناثان أميز على موقع ميوزك برينز (الإنجليزية)
- جوناثان أميز على موقع أول موفي (الإنجليزية)
- جوناثان أميز على موقع قاعدة بيانات الأفلام السويدية (السويدية)
- جوناثان أميز على موقع قاعدة بيانات الفيلم (الإنجليزية)
- جوناثان أميز على موقع كينوبويسك (الروسية)
- جوناثان أميز على موقع كينوبويسك (الروسية)